# Euglypta cartereti
Euglypta cartereti är en skalbaggsart som beskrevs av Arnaud 1987. Euglypta cartereti ingår i släktet Euglypta och familjen Cetoniidae. Inga underarter finns listade i Catalogue of Life.